# Ovulatibuccinum
Ovulatibuccinum là một chi ốc biển, là động vật thân mềm chân bụng sống ở biển trong họ Buccinidae.

## Các loài
Các loài trong chi Ovulatibuccinum gồm có:
- Ovulatibuccinum fimbriatum (Golikov & Sirenko, 1988)
- Ovulatibuccinum ovulum (Dall, 1895)
- Ovulatibuccinum perlatum Fraussen & Chino, 2009[2]